# Trickster (musicista)
Trickster (vero nome: Juergen Pichler) è un musicista austriaco residente nel Regno Unito, noto per il suo stile musicale eclettico.

## Carriera musicale
Il cantante Trickster ha debuttato nel novembre 2022 con il singolo Thank Fuck It's Christmas, in cui ha eseguito insieme alla Royal Philharmonic Orchestra una canzone non sicura per il lavoro piena di imprecazioni che riflette le tensioni e lo stress di quell'anno. Il testo è stato scritto da Guy Chambers (cantautore e produttore di Robbie Williams), in collaborazione con il comico Steve Furst e Trickster. Descritto come "l'unica canzone di Natale che sarebbe potuta uscire nel 2022", il suo testo mirava ai fattori problematici di quell'anno, come l'attività del governo del Regno Unito, la crisi del costo della vita, le pandemie i intenzioni degli ultra-ricchi di vivere su Marte.
È stata rilasciata anche una versione pulita intitolata Praise Be It's Christmas e i suoi due video sono diventati virali. Uno di questi video musicali è stato diretto da Phil Griffin (noto per il suo lavoro con Amy Winehouse, Diana Ross, Paul McCartney) e l'altro, girato nelle Alpi svizzere, è stato diretto da Norbert Blecha (Requiem per Dominic, Wolfsliebe).
I ricavi di queste due canzoni sono stato donati da Trickster a enti di beneficenza che combattono la fame. Con il motto "il vero cambiamento non è uno scherzo", Trickster e il suo team hanno distribuito prodotti alimentari a diverse banche alimentari nel Regno Unito. Il banco alimentare di Belfast, in una delle zone più disagiate, ha ricevuto un importante impulso e e rifornimento attraverso questa campagna (ma per poco non l'hanno persa perché inizialmente pensavano fosse un brutto scherzo, data la somma inaspettata destinata a questa zona disagiata di il paese). L'attenzione specifica ai dettagli come il valore nutrizionale del cibo è stata spiegata dal cantante attraverso le sue esperienze infantili con l'insicurezza di un'alimentazione adeguata.
In questi video musicali, la vera identità di Trickster era nascosta dall'animazione, il che ha portato a speculazioni su chi potesse essere. Alcuni si chiedevano se fosse il coautore dei testi Steve Furst o qualche personalità popolare con cui Guy Chambers ha lavorato precedenmente o qualche ex nome famoso con un conto da regolare.
Nel maggio 2023, Trickster ha lanchiato il singolo Still Kicking, ispirato a un incidente stradale a cui è sopravvissuto nel 2017 nel sud della Francia, con una musicalità descritta come inspirato al rock alternativo di fine anni '90, all'Americana e ai paesaggi sonori cinematografici. La canzone è stata prodotta da Guy Chambers, Richard Flack e Trickster. Il video musicale presenta il cantante senza alcuna animazione per nascondere il suo volto e, insieme alla storia dietro la canzone, sono apparse sulla stampa alcune informazioni in più che menzionano che è un austriaco residente nel Regno Unito.
Nel novembre 2023, Trickster ha lanchiato "Silent Night" vs "Santa Claus Is Coming To Town", un mash-up dei due classici natalizi, interpretata insieme al gruppo vocale The Swingle Singers. In questa occasione, la copertura mediatica ha menzionato anche il vero nome del cantante, Juergen Pichler (proprietario della marca Trickster). Era già conosciuto come produttore musicale per diverse band e cantanti (come la band austriaca Hunger) così come come compositore (come Olé Hola di Patrick Lindner). Aveva anche sostenuto iniziative di beneficenza come "Stop the Puppy Mafia" in Austria.
Il 23 aprile 2024 (giorno di San Giorgio, con un significato speciale in Inghilterra), Trickster ha lanchiato la sua versione dell'inno nazionale God Save the King, registrata con la Royal Philharmonic Orchestra agli Abbey Road Studios. Ha detto che voleva creare questa versione per esprimere il suo affetto per il Regno Unito. La canzone è la prima registrata per Re Carlo da uno straniero. Durante la produzione, mentre tornava dal Portogallo come copilota su un elicottero, ha dovuto effettuare un atterraggio di emergenza in una fattoria nel nord-ovest della Spagna a causa di difficoltà tecniche.
Nel maggio 2024, Trickster ha annunciato a Cannes un progetto di film d'avventura chiamato Travel Agents (produttore: Norbert Blecha), vagamente basato sulla storia della sua vita, con un budget di 85 milioni di sterline. Sarà il produttore esecutivo e interpreterà se stesso nel film. Collaborerà anche con Guy Chambers nella creazione della colonna sonora. Originariamente, un ruolo importante nel film era stato assegnato a Gérard Depardieu, che avrebbe segnato il suo ritorno sulle scene dopo una pausa di tre anni (a causa del suo arresto con l'accusa di violenza sessuale). Tuttavia, viste le polemiche suscitate da questo coinvolgimento, i produttori hanno riconsiderato la loro decisione e hanno ritirato questa scelta.

## Discografia
- Thank Fuck It's Christmas (singolo, 2022)
- Still Kicking (singolo, 2023)
- "Silent Night" vs "Santa Claus Is Coming To Town" (singolo, 2023)
- Be Careful What You Wish For (singolo, 2024)
- God Save the King (singolo, 2024)